# Konrad IV. (Rietberg)
Konrad IV. (* um 1371; † 21. Juni 1428) war von 1389 bis 1428 Graf von Rietberg.

## Leben
Er wurde als Sohn des Grafen Otto II. von Rietberg und dessen Frau Adelheid zur Lippe geboren. Nach dem Tode seines Vaters am 18. Juli 1389 folgte er diesem als Regent der Grafschaft Rietberg.
Am 24. April 1399 heiratete er Irmgard/Ermegardis von Diepholz († 24. März 1426), eine Tochter von Johann von Diepholz († 1422) und Kunigunde von Oldenburg. Mit ihr hatte er drei Kinder:
- Konrad V. (* um 1401; † 31. Oktober 1472), 1428–1472 Graf von Rietberg
- Johann (erwähnt 1415–1452)
- Adelheid von Rietberg († 1436/1439), ⚭ Graf Otto von Hoya († nach 14. Mai 1436)

Konrad starb am 21. Juni 1428. Er wurde in der Grablege der Grafen von Rietberg im
Kloster Marienfeld bestattet. Auf dem gemeinsamen Grabstein mit seiner Frau Irmgard stand:
Anno Dni. MCCCCXXVI 9 Kal. April. obiit
Nobilis Ermegardis comitissa de Retberge,
Cuius anima requiescat in pace. Amen +
Anno Dni. MCCCCXXVIII XII Kal. Jun. obiit
nobilis Conradus comes de Retberghe.
Cuius anim req. In p. +
In deutscher Übersetzung:
Im Jahre des Herrn 1426, am 24. März, starb
die Edelfrau Irmgard Gräfin von Rietberg,
ihre Seele ruhe in Frieden. Amen.
Im Jahre des Herrn 1428, am 21. Juni, starb
der Edelherr Konrad Graf von Rietberg.
Seine Seele ruhe in Frieden.
Die Quellen besagen, dass Konrad IV. auch mit Beatrix von Bronckhorst († 1392) verheiratet war.